# مپومی نیاندنی
مپومی نیاندنی (انگلیسی: Mpumi Nyandeni؛ زادهٔ ۱۹ اوت ۱۹۸۷) بازیکن فوتبال اهل آفریقای جنوبی است.
وی همچنین در تیم ملی فوتبال زنان آفریقای جنوبی بازی کرده‌است.